# Maakan Tounkara
Pour les articles homonymes, voir Tounkara.

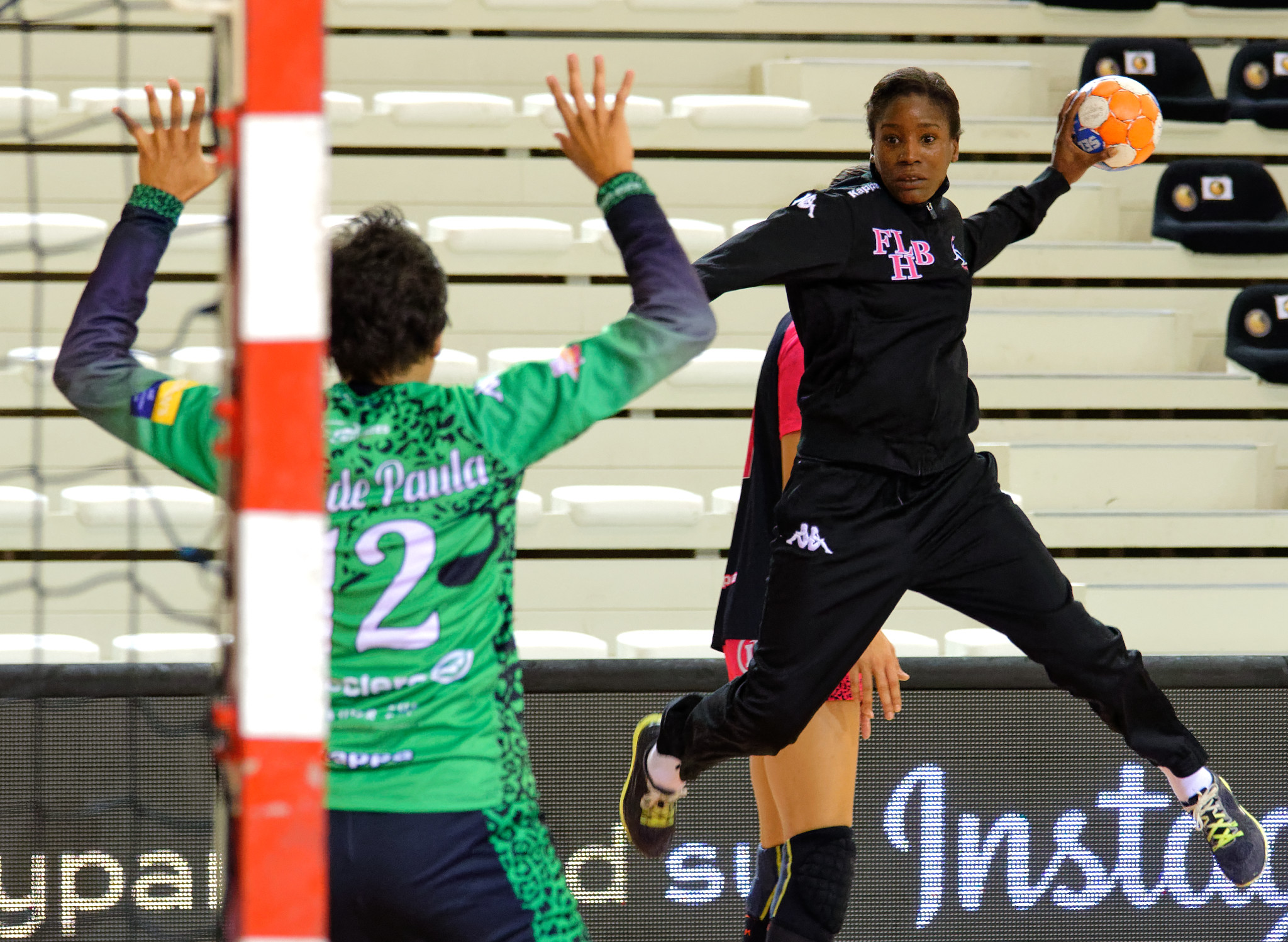
Maaka Tounkara à l'échauffement face à Darly Zoqbi de Paula, le 22 septembre 2015.

Maakan Tounkara est une ancienne handballeuse internationale française née le 12 mars 1983 à Épernay qui évoluait au poste d'ailière droite.

## Biographie
Après avoir débuté le handball à Eperney, Maakan Tounkara rejoint le centre de formation au HB Metz métropole (1999-2002) mais c'est au HOC Saint-Cyr-sur-Mer qu'elle signe son premier contrat professionnel en 2002.
Une saison plus tard, elle prend la direction du Havre AC où elle évolue pendant 9 ans. Le HAC est alors l'un des tous meilleurs clubs français et Tounkara connait sa première sélection en équipe de France en 2006. Avec les Bleues, elle remporte une médaille de bronze au championnat d'Europe 2006 puis participe notamment aux Jeux olympiques 2008.
Après une année « sabbatique » à la suite de son départ du HAC en 2012, Maakan Tounkara fait son retour au CJF Fleury Loiret, entraîné par son compagnon Frédéric Bougeant qui était aussi son entraîneur au Havre AC. Avec Fleury, elle remporte notamment le titre de championne de France en 2015, une Coupe de la Ligue (2015), et une Coupe de France (2014). 
En mars 2016, elle annonce attendre un heureux événement avec son compagnon, Frédéric Bougeant. La joueuse du Fleury Loiret, qui comptait mettre un terme à sa carrière professionnelle à la fin de la saison, a donc du anticiper son retrait des parquets.

## Palmarès

### Club
compétitions internationales
- vainqueur de la coupe Challenge (C4) en 2012 (avec Le Havre AC Handball)
- finaliste de la coupe des vainqueurs de coupe (C2) en 2015 (avec Fleury Loiret)

compétitions nationales
- vainqueur de championnat de France (1) en 2015 (avec Fleury Loiret)
  - deuxième (5) : 2006, 2007, 2008, 2009 et 2010 (avec Le Havre AC Handball)
- vainqueur de la coupe de France (3) en 2006, 2007 (avec Le Havre AC Handball) et 2014 (avec Fleury Loiret)
- vainqueur de la Coupe de la Ligue (1) en 2015 (avec Fleury Loiret)
  - finaliste (4) : 2005, 2006, 2009 (avec Le Havre AC Handball) et 2014 (avec Fleury Loiret)

### Sélection nationale
Jeux olympiques
- 5e place des Jeux olympiques 2008 à Pékin

championnats du monde
- 5e place du championnat du monde 2007
- 6e place du championnat du monde 2013

championnats d'Europe
- troisième du championnat d'Europe 2006
- 14e place du championnat d'Europe 2008

autres
- 5e place du championnat d'Europe junior en 2002
- début avec l'Équipe de France le 26 mai 2006 contre la Turquie à Toulon